# Joan Làzaro i Costa
Joan Làzaro i Costa (Manresa, 1 de setembre de 1944 - Manresa, 15 de juliol de 2024) va ser un compositor de sardanes, capdanser del grup sardanista Dintre el bosc i va tenir una presència molt dinàmica en el món sardanista de la Catalunya Central.
Va fer estudis de piano i violí al Conservatori Municipal de Música de Manresa. Més tard amplia els estudis d'harmonia, contrapunt i fuga amb el mestre Josep Puig.
Amb quinze anys, va entrar a formar part com a dansaire de la colla sardanista Flors de Maig i més tard a la colla Dintre el Bosc, de la qual va ser capdanser durant dotze temporades. L'any 1983 estrenà la seva primera sardana, amb el nom de Moixament, i n'ha compost unes quatre per temporada fins a arribar a més de cent vuitanta. El 1996 compongué Perfils, suite per a cobla i percussió.

## Discografia[3]
- Sardanes per a vosaltres. Joan Làzaro. Cobla Principal de la Bisbal
- Il·lusions. Sardanes de Joan Làzaro. Cobla Principal de la Bisbal
- Sardanes de Joan Làzaro. Caliu d'amistat (2002) Cobla Jovenívola de Sabadell
- Reflexes. Les sardanes de Joan Làzaro (2013). Cobla Jovenívola de Sabadell
- Camins de somnis. Sardanes de Joan Lázaro (2017). Cobla La Principal de la Bisbal
- Transversal (2022). Cobla La Principal de la Bisbal.